# Железо в огне (Родина)
«Железо в огне» (англ. «Iron in the Fire») — четвёртый эпизод четвёртого сезона американского драматического телесериала «Родина», и 40-й во всём сериале. Премьера состоялась на канале Showtime 19 октября 2014 года.

## Сюжет
Айан (Сурадж Шарма) идёт в дом Киран (Шавани Сет), чтобы забрать ампулы, которые он там оставил, но узнаёт, что её отец не только уничтожил их, но и донёс на Айана в университет, так как её отец считал, что они были украденной собственностью. Айан навещает Кэрри (Клэр Дэйнс) и принимает её просьбу быть частью её истории, в обмен на продолжение учёбы в Лондоне и 80 000 рупий. Кэрри показывает ему фотографию агента ISI Фархада Гази, человека в одном из видео на YouTube, и Айан подтверждает, что это тот же самый человек, который проник в его квартиру и ударил его. Кэрри спрашивает зачем ему 80 000 рупий, но Айан отказывается отвечать. Когда он уходит, Кэрри просит Фару (Назанин Бониади) и Макса (Мори Стерлинг) тайно следовать за ним.
Деннис Бойд, муж посла Марты Бойд, служит профессором в соседнем университете. В конце лекции, к нему приближается женщина по имени Тасним Курейши (Нимрат Каур), которая заявляет, что она знает, что Деннис украл информацию у Марты и отдал её Сэнди Бакману. Она говорит, что хочет продолжить обмен информацией. Деннис отказывается отвечать, и готовиться покинуть страну и вернуться в Университет Джорджа Вашингтона, его предыдущее рабочее место. Однако, несколько дней спустя, люди Тасним нападают на него и она требует, чтобы он остался, иначе она отправит доказательства воровства информации Деннисом в ФБР. Это позволит отправить его в тюрьму за государственную измену и погубит карьеру его жены.
Куинн (Руперт Френд) проникает в дом Фархада, пока он спит, и клонирует его сотовый телефон, позволяя команде Кэрри подслушивать разговоры Фархада. Однако, Фархад получает звонок о "прачечной" и решает отказаться от телефона и сменить резиденцию.
Айан идёт в учебную больницу школы и даёт 80 000 рупий молодой женщине, которая идёт и приносит для него сумку. Фара наблюдает, как Айан доставляет мешок своему дяде, Хайссаму Хаккани, который, оказывается, не погиб в дронной атаке. Кэрри решает, что Айан является виновным в пособничестве террористу, и, следовательно, она свободна от своего обещания отправить Айана в медицинскую школу в Лондоне.
Этой ночью, Айан возвращается в офис журналистов, что является прикрытием для альтернативного лояльного состава Кэрри. Фара сопровождает его оттуда в убежище Кэрри. Айан ожидает, что его отправят в Лондон прямо сейчас, и расстраивается, когда Кэрри отвечает, что получение паспорта и визы займёт несколько дней. Айан сообщает, что его нынешний университет только что исключил его. Когда они готовят кровать Айана, Кэрри пытается соблазнить его. Айан колеблется, но в конечном счёте сдаётся. Они проводят ночь вместе.

## Производство
Режиссёром эпизода стал Майкл Оффер, а сценаристом стал соисполнительный продюсер Патрик Харбинсон.

## Реакция

### Реакция критиков
Кори Баркер из TV.com сказал, что эпизод был хорошей иллюстрацией растущего объёма сюжетных линий «Родины» в четвёртом сезоне, но подверг критике решение Кэрри соблазнить Айана.
Джош Моделл из The A.V. Club дал эпизоду оценку «B+», заключив, что «куски потихоньку встают на свои места для некоторых отличных, извилистых шпионских игр».

### Рейтинги
Эпизод посмотрели 1,35 миллионов зрителей, что стало ростом по сравнению с предыдущим эпизодом, который посмотрели 1,22 миллиона зрителей.